# Bernardo de Irigoyen (Santa Fé)
Bernardo de Irigoyen é uma comuna da província de Santa Fé, na Argentina.